# Crepidium lawleri
Crepidium lawleri är en orkidéart som först beskrevs av Peter S. `Bill' Lavarack och Bruce Gray, och fick sitt nu gällande namn av Dariusz Lucjan Szlachetko. Crepidium lawleri ingår i släktet Crepidium, och familjen orkidéer. Inga underarter finns listade i Catalogue of Life.